# 阿夫尔河
阿夫爾河（法語：Avre，發音：[avʁ] ⓘ）是法國的河流，位於該國西北部，屬於厄尔河的左支流，河道全長80公里，河口處在德勒附近，流域面積917平方公里，平均流量每秒4.5立方米。

## 外部連結
- http://www.geoportail.fr （页面存档备份，存于）
- The Avre at the Sandre database （页面存档备份，存于）